# Баньоло-Кремаско
Баньоло-Кремаско (итал. Bagnolo Cremasco) — коммуна в Италии, располагается в регионе Ломбардия, подчиняется административному центру Кремона.
Население составляет 4554 человека, плотность населения составляет 455 чел./км². Занимает площадь 10 км². Почтовый индекс — 26010. Телефонный код — 0373.
Покровителем коммуны почитается святой первомученик Стефан, празднование в первое воскресение августа.